# アミノ (企業)
株式会社アミノは、宮城県仙台市太白区に本社を置く企業であり、「うまい鮨勘」「うまい鮨勘 ゆとろぎ」「別館 鮨正」「銀座 鮨正」「回転すし まるくに」を運営する。

## 事業所
本社
- 宮城県仙台市太白区郡山字新橋北6-2

関東事業部
- 東京都中央区築地6-25-10 築地センタービル 10F

住吉事務所
- 茨城県水戸市住吉町48-8

## 沿革
- 1997年4月1日　 - 合名会社鮨勘フーズ
- 1999年4月1日　 - 株式会社アミノ設立
- 2001年7月2日　 - 仙台・卸町に新本社・セントラルキッチンを設置
- 2001年7月11日  - グループ会社の有限会社鮨勘フーズを設立
- 2010年11月1日  - 回転すし まるくに 3店舗営業権取得
- 2011年6月1日　 - 宮城県仙台市太白区に本社を移転

## 展開店舗
- うまい鮨勘
- うまい鮨勘　ゆとろぎ
- 別館 鮨正
- 銀座 鮨正
- 回転すし まるくに
- 北海三陸炭火焼 まるかん

### うまい鮨勘
うまい鮨勘（うまいすしかん）は、株式会社アミノが経営する回転寿司、寿司料理店である。宮城県仙台市を中心に国内に28店舗、海外に2店舗が展開されている。